# Îles Pakhtoussov
Les îles Pakhtoussov (en острова Пахтусова) sont un archipel situé dans la partie centrale de l'archipel Nordenskiöld, au nord de la péninsule russe de Taïmyr, dans la partie sud de la mer de Kara.
Le groupe est composé d'environ 14 îles et îlots et s'étend d'est en ouest sur environ 30 kilomètres au sud des îles Litke, à l'est des îles Tsivolko, au sud-ouest des îles Vostotchnye, au nord-est des îles Vilkitsky (ru) et au nord-ouest des îles côtières et des îles Bliznetsy.
Il fait partie depuis 1993 de la réserve naturelle du Grand Arctique.

## Description
L'archipel des îles Pakhtoussov, avec les îles Tsivolko et Vilkitsky, forme le groupe central de l'archipel Nordenskiöld. Des îles Litke, les îles sont séparées par le détroit de Lénine, qui forme la frontière entre les parties nord et centrale de l'archipel, et des îles côtières et des îles Bliznetsky par le détroit de Matisen, qui forme la frontière entre les parties centrale et sud de l'archipel. Les îles Pakhtoussov portent le nom de l'explorateur polaire russe Piotr Pakhtoussov (1800-1835).